# Mariannaea elegans
Mariannaea elegans är en svampart. Mariannaea elegans ingår i släktet Mariannaea och familjen Nectriaceae.

## Underarter
Arten delas in i följande underarter:
- punicea
- elegans